# Zosterornis latistriatus
Zosterornis latistriatus (лат.) — вид воробьиных птиц из семейства белоглазковых (Zosteropidae). Вид описан Гонсалесом и Кеннеди в 1990 году как Stachyris latistriata.
Естественной средой обитания Zosterornis latistriatus выступают влажные тропические и субтропические горные леса. Птицы предпочитают высоты от 1100 до 1900 м над уровнем моря.
Является эндемиком острова Панай (Филиппины). Угрозу для вида представляет утрата традиционных мест обитания. МСОП присвоил ему охранный статус «Близки к уязвимому положению» (NT).